# (221758) 2007 FS12
(221758) 2007 FS12 es un asteroide perteneciente al cinturón exterior de asteroides, descubierto el 19 de marzo de 2007 por el equipo del Catalina Sky Survey desde el Catalina Sky Survey, Arizona, Estados Unidos.

## Designación y nombre
Designado provisionalmente como 2007 FS12.

## Características orbitales
2007 FS12 está situado a una distancia media del Sol de 3,219 ua, pudiendo alejarse hasta 3,524 ua y acercarse hasta 2,914 ua. Su excentricidad es 0,095 y la inclinación orbital 10,850 grados. Emplea 2109,66 días en completar una órbita alrededor del Sol.
Los próximos acercamientos a la órbita de Júpiter se producirán el 7 de abril de 2156, el 8 de septiembre de 2167 y el 15 de febrero de 2179.

## Características físicas
La magnitud absoluta de 2007 FS12 es 15,06. 